# Location saisonnière en France
La location saisonnière en France est une forme particulière de location d’un « meublé de tourisme » (maison individuelle, appartement, etc.). Elle est régie par les articles 1713 et suivants du Code civil et les dispositions de l'article L121-1 du Code de la consommation. Sa durée, son prix et les conditions de son contrat sont fixés par l'ensemble des parties (propriétaires, locataires et agence). Dans la pratique, c'est le propriétaire avec l'agence qui définit les périodes, durée et conditions auxquelles ils présenteront le bien à louer, au locataire d'accepter ou non.

## Accès aux personnes externes lors de la location
Pendant toute la durée de la location, le propriétaire ne peut pas pénétrer dans les lieux loués sans accord du locataire.
Dans le cas d’une location saisonnière de longue durée, le personnel de nettoyage ne peut généralement pas être refusé. Il permet de garder un certain niveau de propreté des lieux, permet aux locataires de profiter de leur location, et permet aussi de préparer les locations suivantes. Enfin, c'est un moyen pour l'agence et le propriétaire de vérifier que tout est conforme aux conditions du contrat, notamment la présence d'animaux. Idem pour le personnel de jardinage et de piscine, celui-ci pouvant toutefois n'être limité qu'à certains horaires et certaines tâches nécessaires pour la bonne conservation du bien immobilier.

## Arrhes ou acompte?
Les arrhes sont acquises et tout renoncement du locataire entraîne uniquement la perte de celles-ci. Le propriétaire peut aussi y renoncer en remboursant le double de leur montant.
Pour l’acompte, le contrat est définitif. Si le locataire se désiste, il doit la totalité du prix. Si le propriétaire renonce à la location, le locataire peut lui réclamer des dommages et intérêts s'il parvient à justifier un dommage.
Dans tous les cas, si la location est effectuée par l'intermédiaire d'une agence immobilière ou tout autre professionnel soumis à la loi du 2 janvier 1970, l'avance ne peut dépasser 25 % du montant total de la location.

## Dépôt de garantie
Un dépôt de garantie peut être versé par le locataire et récupéré à l'issue de la location (dans les mois qui suivent) si aucune dégradation n’est constatée.

## Taxe de séjour
Les locataires doivent s'acquitter de la taxe de séjour, celle-ci n'est pas une option. Son montant est variable selon les communes.
Concernant les meublés de tourisme, son  prix varie également suivant le nombre d’étoiles.

## Assurances
L'assurance est une obligation du propriétaire (contrat d'assurance propriétaire), comme du locataire (contrat temporaire d'assurance locataire). [réf. souhaitée]

## Sécurité des piscines
Chaque piscine doit obligatoirement être équipée d'un dispositif de sécurité aux normes (barrières, alarme volumétrique, alarme périmétrique, couverture, etc.).

## Location saisonnière entre particuliers
Traditionnellement, la location saisonnière se pratique par l'intermédiaire d'un agent immobilier, généralement spécialisé dans ce segment de marché, et dans les zones où une demande saisonnière existe (stations balnéaires, stations de ski, etc.). À la faveur du développement d'Internet et de l'avènement de la consommation collaborative permise par l'outil, la location saisonnière entre particuliers s'est développée selon le modèle customer to customer.
Ce mode de location est légal sous certaines conditions et soumis à autorisation dans les zones où le marché immobilier est tendu comme à Paris et est encadré par un contrat de location. S'agissant de location de leur résidence principale, les bailleurs n'ont pas besoin de disposer de statut professionnel[réf. nécessaire].